# E se domani (programma televisivo)
E se domani è stato un programma televisivo italiano di divulgazione scientifica, condotto prima da Alex Zanardi e poi da Massimiliano Ossini, andato in onda tra il 2010 e il 2013 su Rai 3 il sabato alle 21.30.

## Edizioni
La prima edizione del programma, condotta da Alex Zanardi, è andata in onda dal 30 ottobre al 4 dicembre 2010, per sei puntate.
La seconda edizione è iniziata il 19 novembre 2011.
La terza edizione, con la nuova conduzione di Massimiliano Ossini, è andata in onda dal 5 gennaio al 9 febbraio 2013.

## Critica
Aldo Grasso ha accolto positivamente il programma, affermando che esso «rappresenta un modello alternativo» di divulgazione scientifica rispetto alla «premiata ditta di Piero Angela e figlio» e ricordando come il pluralismo sia un fattore positivo, che non toglie ma aggiunge.
Sempre Grasso ha sottolineato come E se domani sembri un «programma inattuale», «da anni Settanta», «figlio di una Rai che non c'è più», e come proprio questa sua inattualità lo renda «diverso e quindi più interessante». Inoltre ha aggiunto che la nota dominante di tutto il programma è la simpatia del conduttore, Alex Zanardi, che si riflette sugli ospiti e sugli spettatori.